# Mel Blanc
Mel Blanc (San Francisco, 1908. május 30. – Los Angeles, 1989. július 10.) amerikai színész és komikus.

## Élete és szinkronszerepei
Bár az animációs filmeknél elsősorban a vizuális megjelenés számít, a szinkronszínészek és a látvánnyal összehangolt nagyzenekari kíséret is fontossá vált.
Ahogy a mozgókép véget vetett a rádió aranykorának, tehetséges színészeket is magához csábított. Mel Blanc szinkronizálta a legtöbb Warner Bros. figurát, többek közt Tapsi Hapsit, Cucut (1937-től), és Dodót.
1960-ban Mel Blanc súlyos autóbalesetet szenvedett és kómába került. A kórházban feküdve sokáig kétséges volt, hogy felépül-e valaha, nem reagált a hozzá intézett szavakra. Egyszer az egyik orvos így szólt hozzá: "Tapsi Hapsi, hallasz engem?", erre Blanc Tapsi hangján megszólalt: "Eeh, mi a hézag hapsikám?". Amíg kórházban feküdt, a Hanna-Barbera elkezdte gyártani a "Frédi és Béni" második évadját, távollétében Daws Butler helyettesítette Béni szerepében. A Warner Bros szintén folytatta a Looney Tunes rövidfilmek gyártását, de nem akartak helyettesítőt használni, hanem beköltöztek a kórházba hogy Blanc hangját rögzíthessék.

## Legfőbb szinkronhangjai
- Tapsi Hapsi rövidfilmek - Tapsi Hapsi (Harkányi Endre/Bor Zoltán), Rissz-Rossz Sam (Székhelyi József/Hankó Attila/Szinovál Gyula/Besenczi Árpád), Marvin a marslakó (Stohl András), Tasmán ördög (Kárpáti Tibor/Csurka László), Elmer Fudd (Petrik József/Csankó Zoltán), Wile E. prérifarkas (Schnell Ádám/Gesztesi Károly)
- Dodó kacsa rövidfilmek - Dodó kacsa (Usztics Mátyás/Perlaki István/Balázs Péter), Cucu malac (Szombathy Gyula/Csankó Zoltán/Lippai László)
- Szilveszter és Csőrike rövidfilmek - Szilveszter (Koroknay Géza/Hankó Attila/Szinovál Gyula), Csőrike (Földessy Margit/Radó Denise/Kiss Erika)
- Bóbita kakas rövidfilmek - Bóbita kakas (Koroknay Géza/Makay Sándor/Sinkovits-Vitay András/Konrád Antal), Henery Hawk (Riha Zsófi)
- Pepe lö Pici rövidfilmek - Pepe lö Pici (Sztankay István/Csankó Zoltán/Jakab Csaba)
- Speedy Gonzales rövidfilmek - Speedy Gonzales (Maros Gábor/Botár Endre/Bartucz Attila)
- Fakopács Frici rövidfilmek - Fakopáncs Frici
- Frédi és Béni - Kavicsi Béni (Márkus László/Kerekes József/Mikó István)
- A Jetson család - Mr. Spacely (Horkai János/Szombathy Gyula/Cs. Németh Lajos)
- Barlangi kapitány - Barlangi kapitány (Koroknay Géza)

- Blanc 1959-ben
- Mel Blanc sírja

## További információ
- Mel Blanc a PORT.hu-n (magyarul)
- Mel Blanc az Internetes Szinkronadatbázisban (magyarul)
- Mel Blanc az Internet Movie Database-ben (angolul)
- Mel Blanc a Rotten Tomatoeson (angolul)